# Sofía Maccari
Sofía Maccari (Argentina, 3 de juliol de 1984) és una jugadora argentina d'hoquei sobre herba. Va iniciar la seva carrera esportiva en el Club San Fernando i després va emigrar a Catalunya, per jugar en l'Atlètic Terrassa Hockey Club; no obstant això, va tornar a San Fernando el 2009. També juga en la selecció nacional del seu país, Las Leonas. Becada per la Secretaria d'Esports de la Nació Argentina.

## Infància i joventut
Sofía Maccari va néixer el 3 de juliol de 1984; en viure a la rodalia del Club San Fernando, i com que la seva família hi estava relacionada, va començar a jugar al tennis i a l'hoquei. No obstant això, al moment d'optar entre tots dos, Maccari es va decidir per aquest últim perquè «em va agradar molt això de l'esport en equip» i perquè la seva germana major també hi jugava.

## Trajectòria

### San Fernando (Inferiors - 2002)
Maccari va jugar en San Fernando durant la seva adolescència. No obstant això, tant ella com els seus pares preferien que primer de tot acabés la secundària. Després de finalitzar el col·legi, amb divuit anys, li van oferir anar a jugar un any a l'Atlètic Terrassa Hockey Club. Impulsada pel fet que el seu germà es traslladaria a aquesta ciutat amb la seva esposa, Maccari va decidir acceptar l'oferta i es va incorporar al club català. En aquell any, s'havia consagrat campiona amb San Fernando.

### Atlètic Terrassa (2002 - 2009)
Maccari es va incorporar al Club Atlètic Terrassa amb divuit anys i, en el seu primer any, l'equip va haver de lluitar per no descendir; encara que el seu contracte inicial va ser per un any, es va anar allargant fins a totalitzar set anys amb l'equip català. Al llarg dels anys, l'equip es va reforçar i va començar lluitar per guanyar el torneig, encara que no ho va aconseguir; en els set anys que va romandre en la institució, Maccari va jugar amb tres compatriotes: Rosario Luchetti, Ayelén Stepnik i Jorgelina Rimoldi. A més, també va exercir com a coordinadora de les inferiors del club. En relació al club i al seu rol amb els joves, Maccari va dir en una entrevista: «em vaig sentir molt còmoda en aquest club i sempre va ser com el club, no de tota la vida, però sí molt on em vaig sentir molt tranquil·la, perquè a més treballava coordinant tota la part d'inferiors, que estava molt bé». Va tornar de vacances al seu país el 2009.

### San Fernando (2009 - actualitat)
Durant el mes i mig que va estar de vacances a l'Argentina, Maccari va tornar a jugar a San Fernando. Poc abans de tornar a Espanya, va rebre una trucada de Carlos Retegui, l'entrenador del seleccionat nacional, convocant-la per integrar l'equip. Va arreglar la seva situació contractual amb el Terrassa i va decidir quedar-se al San Fernando, amb l'objectiu d'integrar el combinat que disputaria el Mundial de Rosario de 2010.

### Selecció major
El 2009, Maccari va ser convocada al seleccionat nacional per primera vegada, en vistes al Mundial de Rosario de 2010. Va debutar l'11 d'octubre, en la derrota per 1:0 en el tercer test match enfront d'Austràlia a Godoy Cruz, província de Mendoza. Posteriorment, va participar en els partits contra Estats Units (San Diego, novembre de 2009) i Gran Bretanya (província de Salta, desembre de 2009), ingressant com a suplent en aquests partits. El 23 de desembre Maccari va ser confirmada com una de les vint-i-tres jugadores que havia de presentar-se a entrenar el gener de 2010 al CeNARD. Va participar dels dos amistosos contra Canadà, disputats al febrer al CeNARD, anotant un gol en cada partit (3:0 i 3:1, respectivament); aquests gols van ser les seves primeres anotacions en el combinat nacional. Maccari va aconseguir el seu primer títol amb el seleccionat nacional en el Quatre Nacions, disputat a Córdoba entre el 18 i el 21 de febrer; allà, Las Leonas van vèncer Xile per 4 a 0, a Bèlgica per 6:0 i als Estats Units per 1:0. Va participar en altres dos test matches davant Bèlgica (victòries per 6:2 i 1:0), anotant un gol en el primer dels partits. Va integrar l'equip que va disputar els amistosos contra Alemanya, a Buenos Aires, i va participar de la gira per Austràlia i Nova Zelanda, fent un gol en una derrota davant Austràlia per 2:1; en aquest partit, las Leonas van perdre el seu invicte de dinou partits consecutius el 2010. Posteriorment, Maccari va ser descartada del planter al costat de Marcela Casale, Macarena Abente, Pilar Méjico i Cecilia Rognoni, per la qual cosa no va disputar el Mundial de Rosario.
Va ser convocada novament després del Mundial, disputant les trobades de la gira davant Itàlia, a Roma; de fet, va marcar un dels gols en la victòria per 7:3.
Va participar de la gira per Austràlia i Nova Zelanda, al març i abril de 2011, la qual va servir com a preparació pel Champions Trophy d'aquest any, que es va disputar als Països Baixos.

## Clubs
| Club             | País      | Any               |
| ---------------- | --------- | ----------------- |
| San Fernando     | Argentina | Inferiors - 2002  |
| Atlètic Terrassa | Catalunya | 2002 - 2009       |
| San Fernando     | Argentina | 2009 - Actualitat |